# Contea di Meade (Kansas)
La contea di Meade in inglese Meade County è una contea dello Stato del Kansas, negli Stati Uniti. La popolazione al censimento del 2010 era di 4 575 abitanti. Il capoluogo di contea è Meade

## Geografia fisica
Secondo lo United States Census Bureau, la contea ha una superficie di 2536 km² di cui 2533 km² è terra (99.95%) e 3 km² (0,05%) acque interne.

### Contee confinanti
- Contea di Gray (nord)
- Contea di Ford (nordest)
- Contea di Clark (est)
- Contea di Beaver, Oklahoma (sud)
- Contea di Seward (ovest)
- Contea di Haskell (nordovest)

## Storia
La contea è stata istituita nel 1873 e chiamata in onore del generale George G. Meade.

### Evoluzione demografica

Age pyramid

## Infrastrutture e trasporti

### Strade
- U.S. Route 54
- U.S. Route 160
- Kansas Highway 23
- Kansas Highway 98

## Geografia antropica

### Città
- Fowler
- Meade
- Plains

### Area non incorporata
- Missler

### Township
La contea di Meade è divisa in nove township.
Le Township della contee sono:
- Cimarron
- Crooked Creek
- Fowler
- Logan
- Meade Center
- Mertilla
- Odee
- Sand Creek
- West Plains